# Villemagne
Pour les articles homonymes, voir Villemagne (homonymie).
Villemagne  est une commune française, située dans le nord-ouest du département de l'Aude en région Occitanie.
Sur le plan historique et culturel, la commune fait partie du Lauragais, l'ancien « Pays de Cocagne », lié à la fois à la culture du pastel et à l’abondance des productions, et de « grenier à blé du Languedoc ». Exposée à un climat océanique altéré, elle est drainée par le Lampy, le Rec de Riplou, la Rigole de la montagne noire, le ruisseau d'Ayguebelle et par divers autres petits cours d'eau. La commune possède un patrimoine naturel remarquable : un site Natura 2000 (la « vallée du Lampy ») et trois zones naturelles d'intérêt écologique, faunistique et floristique.
Villemagne est une commune rurale qui compte 242 habitants en 2022, après avoir connu un pic de population de 591 habitants en 1851. Elle fait partie de l'aire d'attraction de Castelnaudary. Ses habitants sont appelés les villemagnols ou les villemagnoles

## Géographie
Commune située dans le Lauragais dans la Montagne Noire et du parc naturel régional du Haut-Languedoc sur le Lampy situé aux alentours de Saissac en Lauragais ce petit village est entouré de champs et de forêts.
La commune est limitrophe du département du Tarn.

### Communes limitrophes
Les communes limitrophes sont  Cenne-Monestiés, Les Cammazes, Saissac, Verdun-en-Lauragais et Villespy.
|                     | Les Cammazes (Tarn) |         |
| Verdun-en-Lauragais | Villemagne          | Saissac |
| Villespy            | Cenne-Monestiés     |         |

### Hydrographie
La commune est dans la région hydrographique « Côtiers méditerranéens », au sein du bassin hydrographique Rhône-Méditerranée-Corse. Elle est drainée par le Lampy, le Rec de Riplou, rigole de la montagne noire, le ruisseau d'Ayguebelle, le ruisseau de la Sagne de Labat, le ruisseau de Picou et le ruisseau des Roques, qui constituent un réseau hydrographique de 8 km de longueur totale,.
Le Lampy, d'une longueur totale de 29,3 km, prend sa source dans la commune d'Arfons et s'écoule vers le sud. Il traverse la commune et se jette dans le Fresquel à Alzonne, après avoir traversé 8 communes.
Le Rec de Riplou prend sa source au nord de la commune et se dirige vers le sud, jusqu'à rejoindre le Lampy à Cenne-Monestiés, après un tracé d'environ 10 kilomètres.

### Climat
Pour des articles plus généraux, voir Climat de l'Occitanie et Climat de l'Aude.
En 2010, le climat de la commune est de type climat océanique altéré, selon une étude s'appuyant sur une série de données couvrant la période 1971-2000. En 2020, Météo-France publie une typologie des climats de la France métropolitaine dans laquelle la commune est toujours exposée à un climat océanique altéré et est dans la région climatique Aquitaine, Gascogne, caractérisée par une pluviométrie abondante au printemps, modérée en automne, un faible ensoleillement au printemps, un été chaud (19,5 °C), des vents faibles, des brouillards fréquents en automne et en hiver et des orages fréquents en été (15 à 20 jours).
Pour la période 1971-2000, la température annuelle moyenne est de 12,2 °C, avec une amplitude thermique annuelle de 15,3 °C. Le cumul annuel moyen de précipitations est de 1 025 mm, avec 10,7 jours de précipitations en janvier et 6 jours en juillet. Pour la période 1991-2020, la température moyenne annuelle observée sur la station météorologique la plus proche, située sur la commune de Labécède-Lauragais à 9 km à vol d'oiseau, est de 13,2 °C et le cumul annuel moyen de précipitations est de 881,2 mm,. Pour l'avenir, les paramètres climatiques de la commune estimés pour 2050 selon différents scénarios d'émission de gaz à effet de serre sont consultables sur un site dédié publié par Météo-France en novembre 2022.

### Milieux naturels et biodiversité

#### Réseau Natura 2000

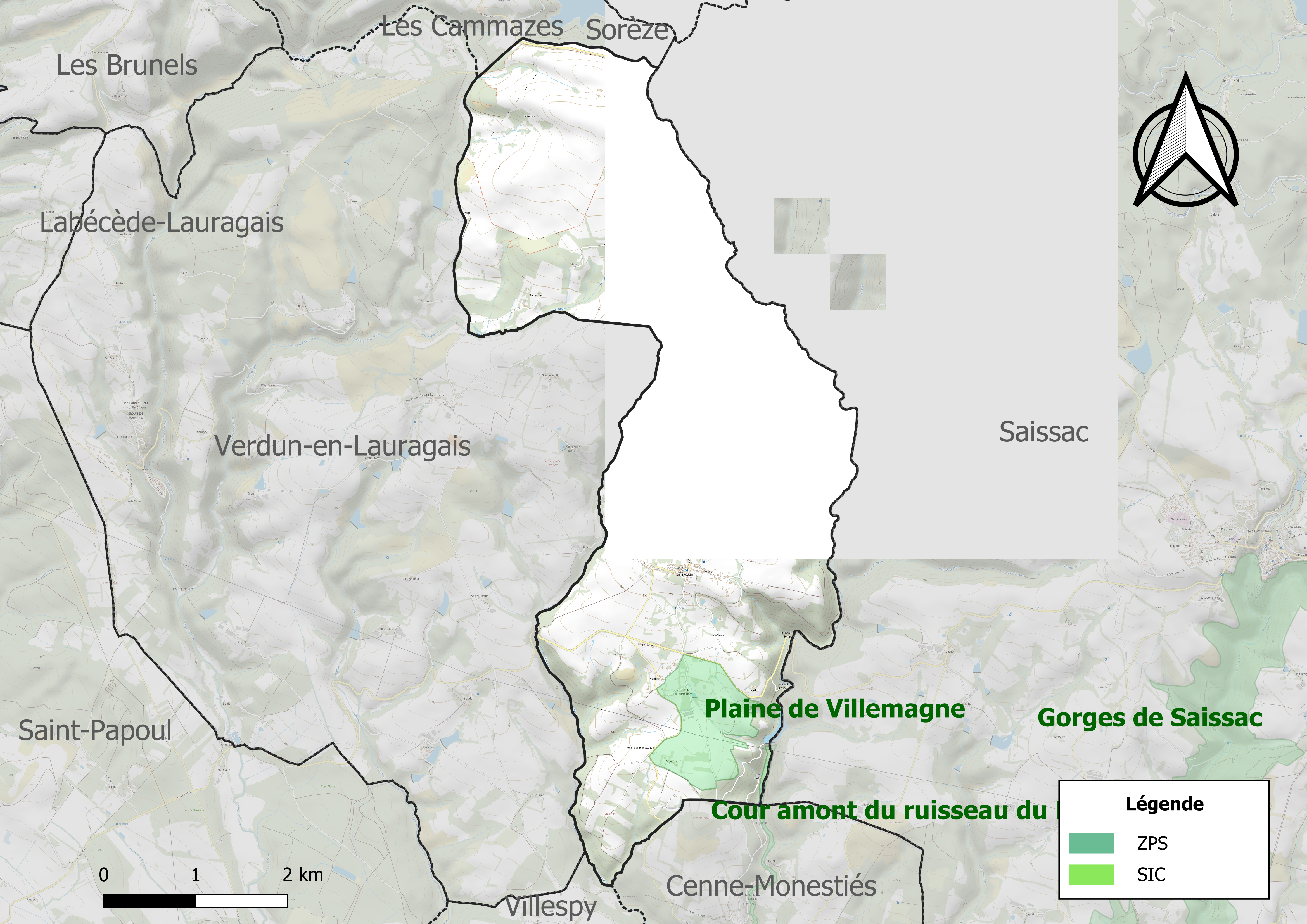
Site Natura 2000 sur le territoire communal.

Le réseau Natura 2000 est un réseau écologique européen de sites naturels d'intérêt écologique élaboré à partir des directives habitats et oiseaux, constitué de zones spéciales de conservation (ZSC) et de zones de protection spéciale (ZPS).
Un site Natura 2000 a été défini sur la commune au titre de la directive habitats : la « vallée du Lampy », d'une superficie de 9 555 ha, avec la Vernassonne, deux cours d'eau de régime méditerranéen. La qualité de l'eau permet à ces cours d'eau d'abriter une faune piscicole riche et variée, parmi laquelle plusieurs espèces d'intérêt communautaire : le barbeau méridional, la bouvière et la lamproie de Planer.

#### Zones naturelles d'intérêt écologique, faunistique et floristique
L’inventaire des zones naturelles d'intérêt écologique, faunistique et floristique (ZNIEFF) a pour objectif de réaliser une couverture des zones les plus intéressantes sur le plan écologique, essentiellement dans la perspective d’améliorer la connaissance du patrimoine naturel national et de fournir aux différents décideurs un outil d’aide à la prise en compte de l’environnement dans l’aménagement du territoire.
Deux ZNIEFF de type 1 sont recensées sur la commune :
le « cours amont du ruisseau du Lampy » (23 ha), couvrant 4 communes du département, et 
la « plaine de Villemagne » (55 ha)
et une ZNIEFF de type 2, : 
la « montagne Noire occidentale » (24 257 ha), couvrant 26 communes dont 25 dans l'Aude et 1 dans le Tarn.

Carte des ZNIEFF de type 2 à Villemagne.
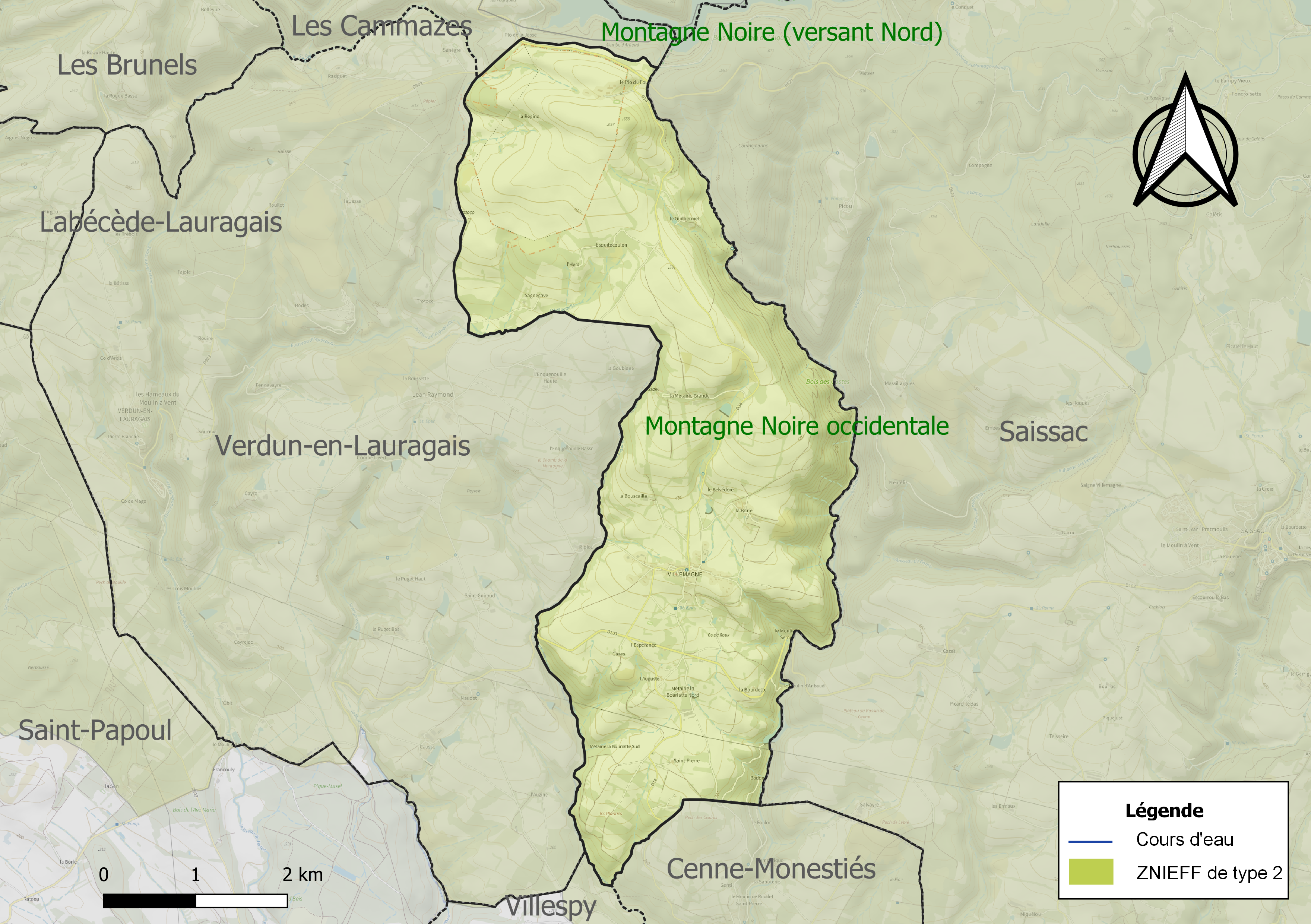
Carte de la ZNIEFF de type 2 sur la commune.

## Urbanisme

### Typologie
Au 1er janvier 2024, Villemagne est catégorisée commune rurale à habitat dispersé, selon la nouvelle grille communale de densité à 7 niveaux définie par l'Insee en 2022.
Elle est située hors unité urbaine. Par ailleurs la commune fait partie de l'aire d'attraction de Castelnaudary, dont elle est une commune de la couronne,. Cette aire, qui regroupe 34 communes, est catégorisée dans les aires de moins de 50 000 habitants,.

### Occupation des sols
L'occupation des sols de la commune, telle qu'elle ressort de la base de données européenne d’occupation biophysique des sols Corine Land Cover (CLC), est marquée par l'importance des territoires agricoles (70,2 % en 2018), une proportion sensiblement équivalente à celle de 1990 (70,4 %). La répartition détaillée en 2018 est la suivante : 
prairies (47,6 %), forêts (25,7 %), terres arables (15,7 %), zones agricoles hétérogènes (6,9 %), zones industrielles ou commerciales et réseaux de communication (4,1 %). L'évolution de l’occupation des sols de la commune et de ses infrastructures peut être observée sur les différentes représentations cartographiques du territoire : la carte de Cassini (XVIIIe siècle), la carte d'état-major (1820-1866) et les cartes ou photos aériennes de l'IGN pour la période actuelle (1950 à aujourd'hui).

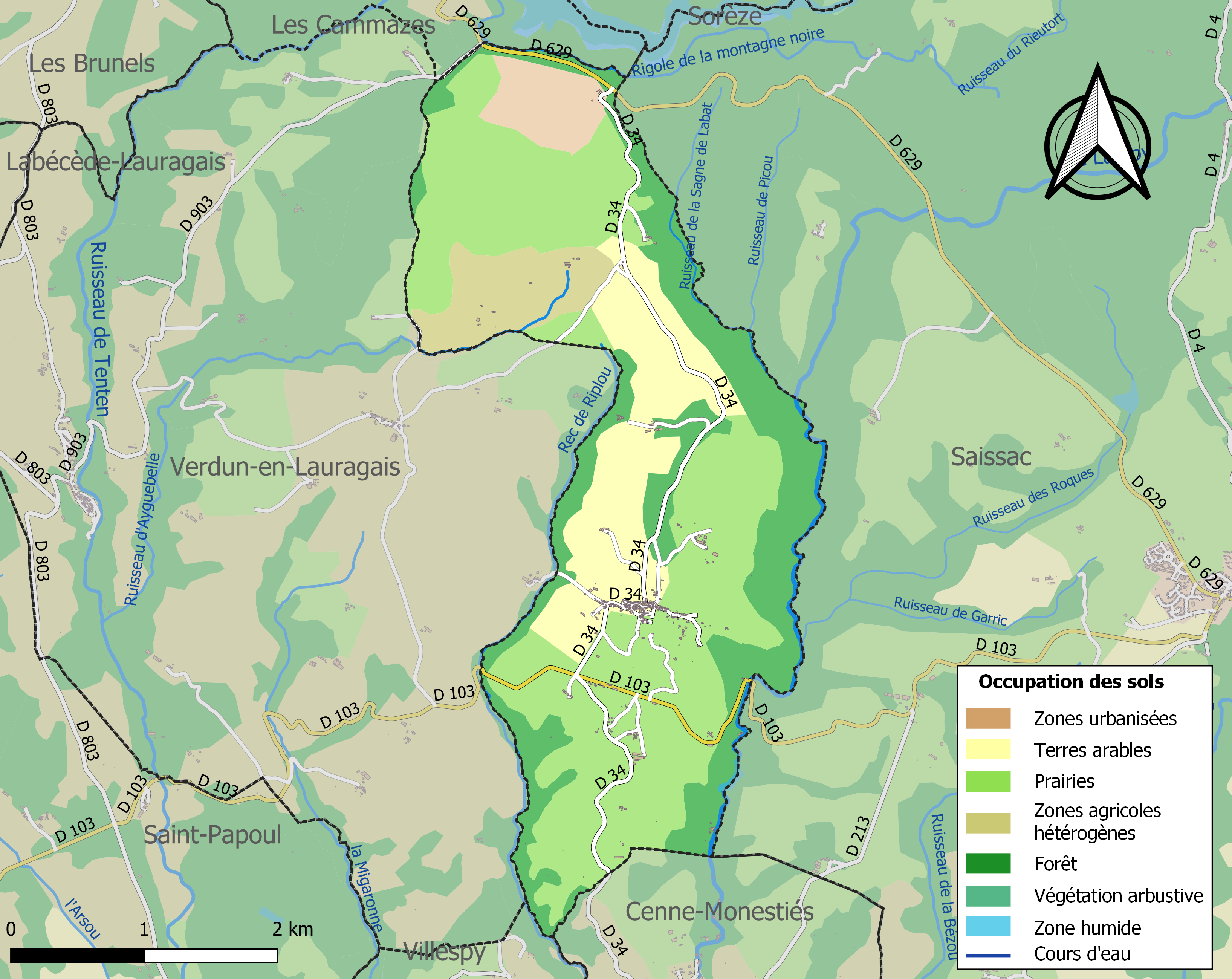
Carte des infrastructures et de l'occupation des sols de la commune en 2018 (CLC).

### Risques majeurs
Le territoire de la commune de Villemagne est vulnérable à différents aléas naturels : météorologiques (tempête, orage, neige, grand froid, canicule ou sécheresse), feux de forêts et séisme (sismicité très faible). Il est également exposé à un risque technologique, la rupture d'un barrage, et à un risque particulier : le risque de radon. Un site publié par le BRGM permet d'évaluer simplement et rapidement les risques d'un bien localisé soit par son adresse soit par le numéro de sa parcelle.

#### Risques naturels

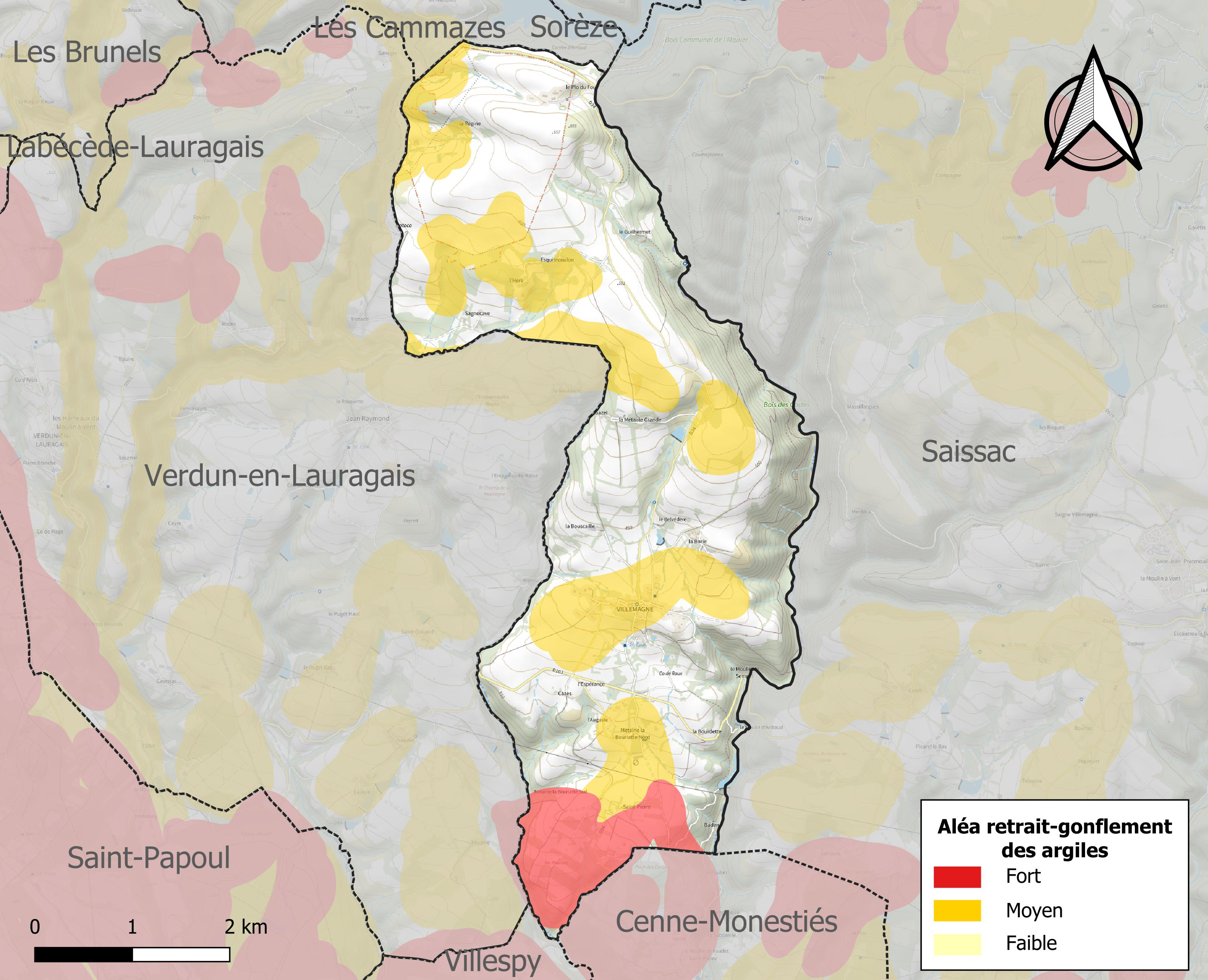
Carte des zones d'aléa retrait-gonflement des sols argileux de Villemagne.

Le retrait-gonflement des sols argileux est susceptible d'engendrer des dommages importants aux bâtiments en cas d’alternance de périodes de sécheresse et de pluie. 33,4 % de la superficie communale est en aléa moyen ou fort (75,2 % au niveau départemental et 48,5 % au niveau national). Sur les 173 bâtiments dénombrés sur la commune en 2019, 121 sont en aléa moyen ou fort, soit 70 %, à comparer aux 94 % au niveau départemental et 54 % au niveau national. Une cartographie de l'exposition du territoire national au retrait gonflement des sols argileux est disponible sur le site du BRGM,.

#### Risques technologiques
La commune est en outre située en aval du barrage de Lampy, de classe A, d’une hauteur de 16 mètres et retenant un volume de 1,6 million de mètres cubes. À ce titre elle est susceptible d’être touchée par l’onde de submersion consécutive à la rupture de cet ouvrage.

#### Risque particulier
Dans plusieurs parties du territoire national, le radon, accumulé dans certains logements ou autres locaux, peut constituer une source significative d’exposition de la population aux rayonnements ionisants. Certaines communes du département sont concernées par le risque radon à un niveau plus ou moins élevé. Selon la classification de 2018, la commune de Villemagne est classée en zone 3, à savoir zone à potentiel radon significatif.

## Histoire
En mai 2002, au moment du second tour de l'élection présidentielle faisant s'affronter Jacques Chirac et Jean-Marie Le Pen, le maire de la commune, Alain Bauda, s'est fait connaître pour avoir organisé des manifestations de désapprobation du vote, et même installé un « pédiluve de désinfection » pour les « contaminés » du vote et un faux bureau de vote « de rattrapage » où tout électeur pouvait « réparer son erreur du premier tour ». Le scrutin a été annulé par le Conseil constitutionnel et les 157 suffrages de Villemagne n'ont pas été pris en compte. Le ministre de l'Intérieur a également suspendu Alain Bauda de ses fonctions pendant 15 jours. Cette affaire a fait émerger la notion de « dignité du scrutin ».

## Politique et administration

### Liste des maires
| Période   | Période  | Identité       | Étiquette | Qualité                                                                            |
| --------- | -------- | -------------- | --------- | ---------------------------------------------------------------------------------- |
| 1991      | 2008     | Alain Bauda    | PS        | Ingénieur agronome, conseiller général du canton de Castelnaudary-Nord (1992-2004) |
| mars 2008 | En cours | Hélène Brousse |           | Chargée d'études à la Direction départementale des territoires                     |

## Démographie
L'évolution du nombre d'habitants est connue à travers les recensements de la population effectués dans la commune depuis 1793. Pour les communes de moins de 10 000 habitants, une enquête de recensement portant sur toute la population est réalisée tous les cinq ans, les populations de référence des années intermédiaires étant quant à elles estimées par interpolation ou extrapolation. Pour la commune, le premier recensement exhaustif entrant dans le cadre du nouveau dispositif a été réalisé en 2005.

En 2022, la commune comptait 242 habitants, en évolution de −7,63 % par rapport à 2016 (Aude : +2,65 %, France hors Mayotte : +2,11 %).
| 1793 | 1800 | 1806 | 1821 | 1831 | 1836 | 1841 | 1846 | 1851 |
| ---- | ---- | ---- | ---- | ---- | ---- | ---- | ---- | ---- |
| 459  | 468  | 495  | 429  | 519  | 563  | 573  | 577  | 591  |

| 1856 | 1861 | 1866 | 1872 | 1876 | 1881 | 1886 | 1891 | 1896 |
| ---- | ---- | ---- | ---- | ---- | ---- | ---- | ---- | ---- |
| 564  | 555  | 552  | 534  | 558  | 563  | 521  | 507  | 487  |

| 1901 | 1906 | 1911 | 1921 | 1926 | 1931 | 1936 | 1946 | 1954 |
| ---- | ---- | ---- | ---- | ---- | ---- | ---- | ---- | ---- |
| 455  | 518  | 506  | 364  | 363  | 357  | 343  | 299  | 262  |

| 1962 | 1968 | 1975 | 1982 | 1990 | 1999 | 2005 | 2006 | 2010 |
| ---- | ---- | ---- | ---- | ---- | ---- | ---- | ---- | ---- |
| 254  | 215  | 208  | 223  | 192  | 211  | 269  | 267  | 283  |

| 2015 | 2020 | 2022 | - | - | - | - | - | - |
| ---- | ---- | ---- | - | - | - | - | - | - |
| 264  | 247  | 242  | - | - | - | - | - | - |

## Économie

### Revenus
En 2018  (données Insee publiées en septembre 2021), la commune compte 100 ménages fiscaux, regroupant 217 personnes. La médiane du revenu disponible par unité de consommation est de 19 760 € (19 240 € dans le département).

### Emploi
| Division       | 2008   | 2013   | 2018   |
| -------------- | ------ | ------ | ------ |
| Commune        | 13 %   | 12,7 % | 12,2 % |
| Département    | 10,2 % | 12,8 % | 12,6 % |
| France entière | 8,3 %  | 10 %   | 10 %   |

En 2018, la population âgée de 15 à 64 ans s'élève à 154 personnes, parmi lesquelles on compte 78,4 % d'actifs (66,2 % ayant un emploi et 12,2 % de chômeurs) et 21,6 % d'inactifs,. En  2018, le taux de chômage communal (au sens du recensement) des 15-64 ans est inférieur à celui du département, mais supérieur à celui de la France, alors qu'en 2008 il était supérieur à celui du département.
La commune fait partie de la couronne de l'aire d'attraction de Castelnaudary, du fait qu'au moins 15 % des actifs travaillent dans le pôle,. Elle compte 64 emplois en 2018, contre 79 en 2013 et 77 en 2008. Le nombre d'actifs ayant un emploi résidant dans la commune est de 104, soit un indicateur de concentration d'emploi de 61,1 % et un taux d'activité parmi les 15 ans ou plus de 56,5 %.
Sur ces 104 actifs de 15 ans ou plus ayant un emploi, 24 travaillent dans la commune, soit 23 % des habitants. Pour se rendre au travail, 91 % des habitants utilisent un véhicule personnel ou de fonction à quatre roues, 6 % s'y rendent en deux-roues, à vélo ou à pied et 3 % n'ont pas besoin de transport (travail au domicile).

### Activités hors agriculture

#### Secteurs d'activités
21 établissements sont implantés  à Villemagne au 31 décembre 2019. Le tableau ci-dessous en détaille le nombre par secteur d'activité et compare les ratios avec ceux du département,.
Le secteur de l'industrie manufacturière, des industries extractives et autres est prépondérant sur la commune puisqu'il représente 38,1 % du nombre total d'établissements de la commune (8 sur les 21 entreprises implantées  à Villemagne), contre 8,8 % au niveau départemental.

#### Entreprises
- Sur le site de la station de radio militaire de la Régine se trouve un pylône haubané de 330 m de haut, servant entre autres à la transmission d'informations à destination des sous-marins SNLE de la dissuasion nucléaire française de la FOST. L'émetteur fonctionne en ondes myriamétriques très basse fréquence. L'éventuel ordre d'ouverture du feu nucléaire donné par le Président de la République transiterait via cette installation radio. À noter que trois autres sites militaires assurent cette fonction (Sainte-Assise, Rosnay et Kerlouan).

### Agriculture
La commune est dans le Lauragais, une petite région agricole occupant le nord-ouest du département de l'Aude,. En 2020, l'orientation technico-économique de l'agriculture  sur la commune est la combinaisons de granivores (porcins, volailles).
|               | 1988 | 2000 | 2010 | 2020 |
| ------------- | ---- | ---- | ---- | ---- |
| Exploitations | 23   | 11   | 10   | 12   |
| SAU (ha)      | 713  | 465  | 488  | 595  |

Le nombre d'exploitations agricoles en activité et ayant leur siège dans la commune est passé de 23 lors du recensement agricole de 1988  à 11 en 2000 puis à 10 en 2010 et enfin à 12 en 2020, soit une baisse de 48 % en 32 ans. Le même mouvement est observé à l'échelle du département qui a perdu pendant cette période 60 % de ses exploitations,. La surface agricole utilisée sur la commune a également diminué, passant de 713 ha en 1988 à 595 ha en 2020. Parallèlement la surface agricole utilisée moyenne par exploitation a augmenté, passant de 31 à 50 ha.

## Culture locale et patrimoine

### Lieux et monuments
- Église Saint-Martin de Villemagne.

### Personnalités liées à la commune
- Jean Basile Dominique Doumenjou (1789-1856), botaniste français, y est mort.

### Héraldique
| Blason de Villemagne | Blason  | De sinople à trois losanges d'or.                |
| Blason de Villemagne | Détails | Le statut officiel du blason reste à déterminer. |